# 2023 par pays en Amérique

## Continent américain
- 4 février : un ballon chinois soupçonné de surveillance et d'espionnage est abattu après avoir survolé le Canada et les États-Unis.
- 18 avril : le fonctionnement de l'un des cycles de 819 jours du calendrier maya est expliqué à l'aide des périodes synodiques de cinq planètes du système solaire par deux chercheurs de l'université de Cambridge.
- 13 juillet : la Cour internationale de justice rejette la demande du Nicaragua d'étendre son territoire maritime au-delà de 200 milles marins, confirmant l'attribution de sept îles des Caraïbes à la Colombie dans une décision de 2012[1].
- 8 août : réunis en sommet à Belém au Brésil, les huit pays de l'Organisation du traité de coopération amazonienne annoncent la création de l'Alliance amazonienne de combat contre la déforestation.

## Petites Antilles
- 18 janvier : élections législatives à Antigua-et-Barbuda.
- 24 avril : élections législatives aux Îles Vierges britanniques.
- 27 septembre  : élection présidentielle à la Dominique.

## Argentine
- 13 août : primaires de l'élection présidentielle.
- 22 octobre : élections législatives et élection présidentielle (1er tour).
- 19 novembre : élection présidentielle (2d tour), Javier Milei est élu.
- 10 décembre : Javier Milei devient président de la Nation argentine.

## Chili
- A partir du 31 janvier : d'importants feux de forêts dans le centre du pays font au moins vingt morts.
- 7 mai : élections constituantes afin d'élire une Assemblée constituante, le Parti républicain, d'extrême droite, arrive en tête.
- 17 décembre : référendum constitutionnel, le projet est rejeté.

## Cuba
- 26 mars : élections législatives.
- 19 avril : élection présidentielle, Miguel Díaz-Canel est réélu.

## Guatemala
- 25 juin : élection présidentielle et élections législatives.
- 20 août : élection présidentielle (2d tour), Bernardo Arévalo est élu.

## Haïti
- 3 et 4 juin : des inondations en Haïti font au moins 42 morts et 11 personnes disparues[2].

## Honduras
- 20 juin : une émeute survient dans une prison pour femmes et fait 46 mortes et plusieurs blessés.

## Mexique
- 5 janvier : arrestation de Ovidio Guzmán López dans le cadre de la guerre de la drogue au Mexique à Culiacán. L'opération de capture s'achève sur un bilan total de 10 militaires et un policier morts, 19 membres du cartel de Sinaloa abattus, 35 militaires, 17 policiers et un garçon de 14 ans sont blessés, 21 sicaires prisonniers[3],[4].
- 28 mars : au moins 38 personnes sont tuées dans un incendie dans un centre de détention pour migrants à Ciudad Juárez dans l'état de Chihuahua.
- 22 au 25 octobre : L'ouragan Otis touche terre près d'Acapulco, faisant au moins 27 morts.

## Nicaragua
- 9 février : le gouvernement libère 222 prisonniers politiques et les envoie aux États-Unis[5].

## Panama
- 15 février : au moins 39 migrants sont tués dans le district de Gualaca, dans la province de Chiriquí, lorsque leur bus, en direction des États-Unis, tombe d'une falaise[6].

## Paraguay
- 30 avril : élections générales, Santiago Peña est élu président.

## Pérou
- 9 janvier : au moins 18 personnes sont tuées et plus de 100 autres sont blessées lorsque la police nationale péruvienne tire sur des manifestants à Juliaca.

## Trinité-et-Tobago
- 20 janvier : élection présidentielle remportée par Christine Kangaloo.

## Venezuela
- 3 décembre : référendum, au sujet de sa revendication sur la région de la Guayana Esequiba, qui couvre sept dixièmes du Guyana voisin.